# Robert Rivas

Erzbischofswappen von Robert Rivas

Robert Rivas OP (* 7. Juni 1946 in Arima) ist ein trinidadischer Geistlicher und emeritierter römisch-katholischer Erzbischof von Castries.

## Leben
Robert Rivas trat der Ordensgemeinschaft der Dominikaner bei und empfing am 17. Juni 1971 die Priesterweihe.
Papst Johannes Paul II. ernannte ihn am 23. Oktober 1989 zum Bischof von Kingstown. Der Apostolische Pro-Nuntius in St. Lucia, Manuel Monteiro de Castro, spendete ihm am 22. Januar des nächsten Jahres die Bischofsweihe; Mitkonsekratoren waren Gordon Anthony Pantin CSSp, Erzbischof von Port of Spain, und Kelvin Felix, Erzbischof von Castries.
Papst Benedikt XVI. ernannte ihn am 19. Juli 2007 zum Koadjutorerzbischof von Castries. Nach der Emeritierung von Erzbischof Kelvin Felix folgte er ihm am 15. Februar 2008 als Erzbischof von Castries nach.
Am 11. Februar 2022 nahm Papst Franziskus das von Robert Rivas aus Altersgründen vorgebrachte Rücktrittsgesuch an.